# Burlington (Oklahoma)
Burlington es un pueblo ubicado en el condado de Alfalfa en el estado estadounidense de Oklahoma. En el año 2010 tenía una población de 152 habitantes y una densidad poblacional de 217,14 personas por km².

## Geografía
Burlington se encuentra ubicado en las coordenadas 36°53′59″N 98°25′24″O / 36.89972, -98.42333 (36.899844, -98.423379).

## Demografía
Según la Oficina del Censo en 2000 los ingresos medios por hogar en la localidad eran de $34,375 y los ingresos medios por familia eran $34,844. Los hombres tenían unos ingresos medios de $28,125 frente a los $17,500 para las mujeres. La renta per cápita para la localidad era de $17,234. Alrededor del 1.2% de la población estaban por debajo del umbral de pobreza.